# Catedral de San José (Wheeling)
La Catedral de San José  (en inglés: Cathedral of Saint Joseph) es un templo católico que sirve como la sede del obispo de la diócesis de Wheeling-Charleston en el este de Estados Unidos. Además de ser la sede del obispo, es también la sede de la congregación más antigua de la ciudad de Wheeling, Virginia Occidental. La catedral es una propiedad que contribuye al distrito histórico del este de Wheeling en el registro nacional de lugares históricos.
El edificio fue diseñado por Edward Weber en el estilo neo-romano. Tuvo un costo de $ 500.000 para 1926, lo que equivale aproximadamente a $ 5.540.000 en 2006. El actual edificio fue dedicado por el Obispo John Joseph Swint en abril de 1926. El edificio es sucesor de la catedral original, que fue construido en 1847.
En 1973, la iglesia fue renovada con el fin de cumplir con la liturgia del post-Vaticano II. En esta renovación el altar se movió hacia adelante y se hicieron otros cambios. 

## Véase también

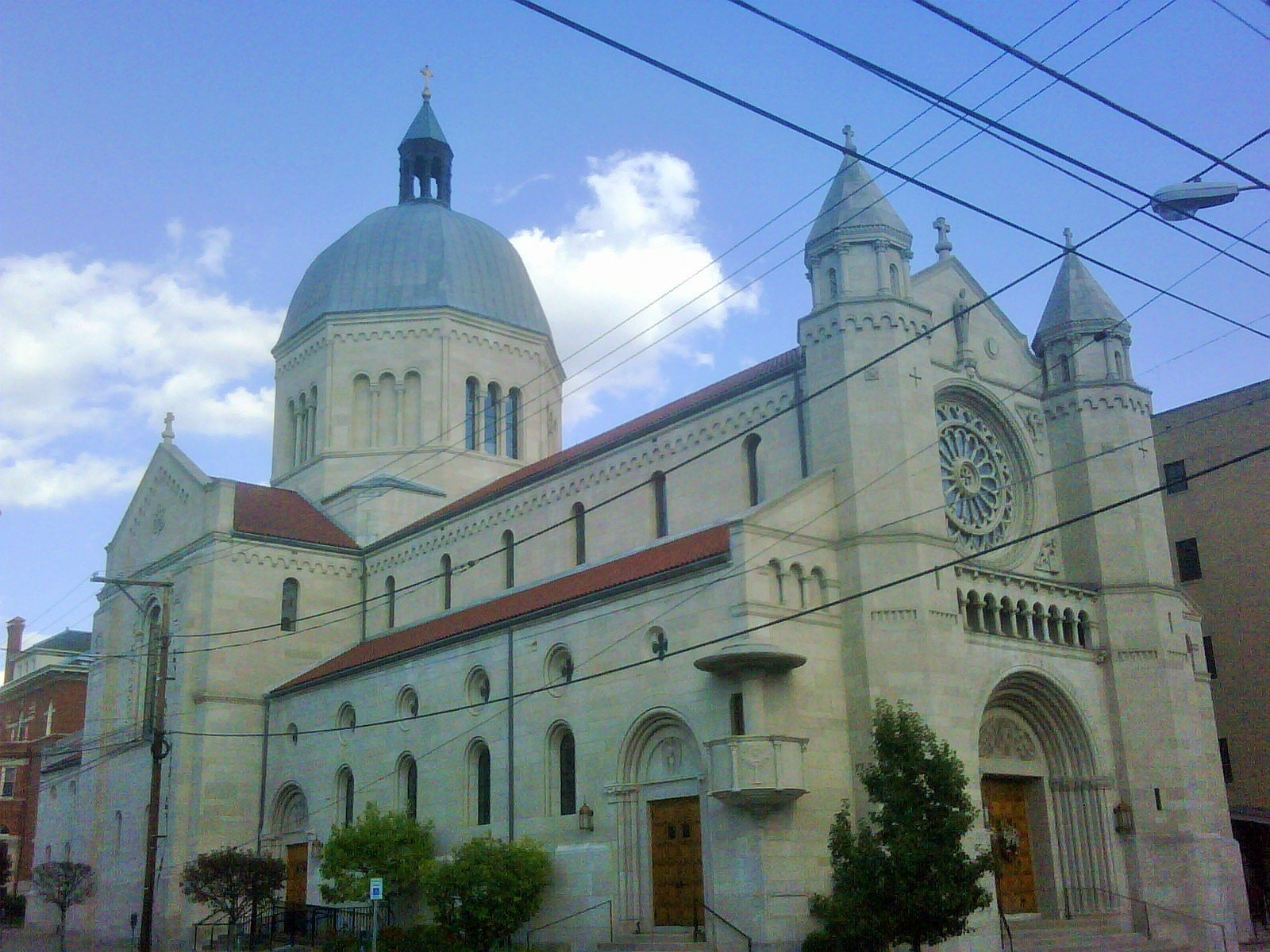
Otra vista del templo